# The Seventh Night: Unplugged
 (juillet 2019).
Albums de Gackt Camui
The Sixth Day: Single Collection
(2004) Love Letter
(2005)
The Seventh Night: Unplugged est une compilation regroupant plusieurs chansons du chanteur japonais Gackt Camui, publiée le 26 mai 2004 par Nippon Crown Music. Il contient les versions acoustiques de 11 chansons présentes sur les albums précédents de Gackt. Cette compilation est le complément de The Sixth Day, compilation sortie plusieurs mois auparavant. Le thème acoustique est également repris dans l'album suivant, Love Letter.

## Réception
Au cours de la première semaine d'exploitation, en juin 2004, la compilation atteint le cinquième rang du classement Oricon, avec des ventes de 42 105 exemplaires[réf. nécessaire]. Dans la semaine suivante, il se classe no 12, avec 13 518 ventes[réf. nécessaire].
Il est classé pendant 8 semaines et vendu à plus de 100 000 exemplaires, lui permettant d'obtenir la certification Or par la RIAJ,.

## Liste des titres
| 1.    | Kimi no Tame ni Dekiru Koto (君のためにできること) | 4:50 |
| 2.    | mind forest                                        | 5:40 |
| 3.    | Kimi Ga Matte Iru Kara (君が待っているから)        | 6:04 |
| 4.    | Hoshi no Suna (星の砂)                             | 5:25 |
| 5.    | Kono Daremo Inai Heya De (この誰もいない部屋で)    | 6:12 |
| 6.    | U+K                                                | 2:29 |
| 7.    | Papa lapped a pap lopped                           | 3:00 |
| 8.    | Mirror                                             | 4:42 |
| 9.    | uncertain memory                                   | 5:39 |
| 10.   | Kimi Ga Oikaketa Yume (君が追いかけた夢)           | 7:09 |
| 11.   | Last Song                                          | 6:34 |
| 57:44 |                                                    |      |